# 타인의 집
"타인의 집"은 1970년 공개된 대한민국의 영화이다.

## 배역
- 최무룡
- 김희라
- 이순재
- 김창숙
- 남미리